# Вови

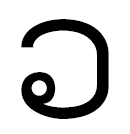

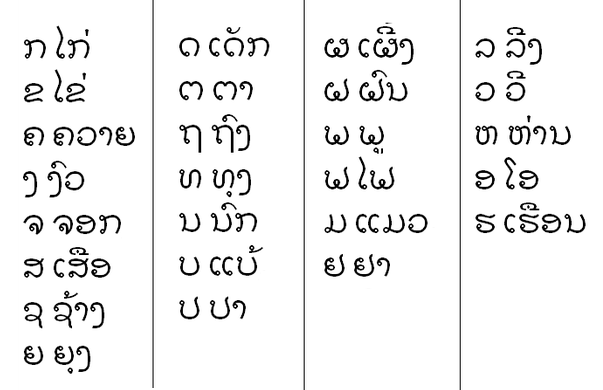
Алфавит

Вови (ви - веер) — во, 23-я буква лаосского алфавита, звонкий губно-зубной фрикатив, в тайском алфавите соответствует букве вовэн (37-я буква). В слоге может быть или инициалью, или гласным звуком дифтонга. Как инициаль относится к согласным аксонтам (нижний класс), может образовать слоги, произносимые 2-м, 3-м, 4-м  и 6-м тоном. 1-й и 5-й тон образуются с помощью диграфа хохан-вови, слова начинающиеся на этот диграф в словаре находятся в разделе буквы хохан. Как гласный участвует в передачи семи разных дифтонгов.
Туа-тхам — 

## Ваййакон (грамматика)
- Ва — вопросительная частица.